# Archibusone
L'archibusone, anche archibugione o petriero, è un'arma da fuoco a braccio di calibro elevato utilizzato verso la fine del XVIII secolo in marina. Serviva principalmente per ottenere un fuoco di sostegno ove i cannoni fissi delle navi non potevano darne. Caricato con palle da sei once o a mitraglia (con ferrame di qualsiasi tipo) contribuiva a rovesciare sul ponte della nave abbordata una tempesta di fuoco. Dato il loro grosso calibro, venivano utilizzati ancorati al ponte con particolari cavalletti.

## Etimologia
L'etimo di lingua italiana "archibusone"/"archibugione", da "archibugio" venne coniato dai marinai della Repubblica di Venezia verso la fine del XVII secolo e complica l'identificazione corretta dell'arma perché tenda a farla confondere con la spingarda, cioè la versione da posta, troppo grande per essere efficacemente imbracciata, dell'archibugio. In inglese (Swivel gun) e tedesco (Drehbasse), l'arma è letteralmente chiamata "cannone girevole". In spagnolo (Pedrero) e francese (Pierrier), come valse anche per l'italiano a partire dal XVI secolo ("Petriero"), l'arma viene invece classificata in ragione della sua particolare munizione.

## Descrizione
I cannoni girevoli sono tra i più piccoli tipi di cannone, in genere misurano meno di 1 m (3,3 piedi) di lunghezza e con un diametro del foro fino a 3,5 cm (1+1⁄2 pollici). Possono sparare una varietà di munizioni ma erano generalmente usati per sparare colpi a mitraglia e proiettili di piccolo calibro. Erano mirati attraverso l'uso di un manico di legno, in qualche modo simile nella forma a una mazza da baseball, attaccato alla culatta dell'arma.
La maggior parte dei cannoni girevoli erano ad avancarica ma c'erano alcuni a retrocarica già nel XIV secolo, cioè tra i primi esempi di questo tipo d'arma: es. v.si cetbang. I cannoni girevoli a retrocarica avevano una culatta a forma di boccale di birra che l'artigliere prendeva per il manico e inseriva nel corpo del cannone con l'apertura della culatta rivolta in avanti. La polvere da sparo e i proiettili erano caricati nella culatta prima di essere inseriti nell'arma. Se un certo numero di cariche fosse stato preparato in anticipo, l'artigliere poteva mantenere un'alta cadenza di tiro per un breve periodo semplicemente sostituendo la culatta usata con una appena caricata.

## Impiego
I cannoni girevoli venivano usati principalmente a bordo delle navi a vela, fungendo da ordigni antiuomo a corto raggio. Non erano armi che affondano le navi, a causa del loro piccolo calibro e della corta gittata, ma potevano fare danni considerevoli a chiunque si trovasse nella loro linea di fuoco. Erano particolarmente utili contro i pensionanti da ponte a ponte, contro le scialuppe in avvicinamento che trasportavano squadre d'abbordaggio e contro gli equipaggi dei cannoni di coperta quando le navi erano da scafo a scafo.
A causa delle loro dimensioni relativamente ridotte, i cannoni girevoli erano altamente portatili e potevano essere spostati sul ponte di una nave abbastanza facilmente (e certamente molto più facilmente di altri tipi di cannone). Potevano essere montati su travi verticali (pilastri) che facevano parte della struttura della nave o erano saldamente imbullonati a tale struttura lungo entrambi i lati, il che forniva all'artigliere una piattaforma ragionevolmente stabile da cui sparare. La loro portabilità ha permesso loro di essere installati ovunque fossero più necessari; mentre i cannoni più grandi erano inutili se si trovavano dalla parte sbagliata della nave, i cannoni girevoli potevano essere trasportati attraverso il ponte per affrontare il nemico.
Le ridotte dimensioni dei cannoni girevoli consentivano loro di essere utilizzati da un'ampia varietà di navi, comprese quelle troppo piccole per ospitare cannoni più grandi, e ne consentivano anche l'uso a terra; furono comunemente rilasciati ai forti del Nord America nel XVIII secolo, e Lewis e Clark ne portarono uno con loro nella loro famosa spedizione nell'entroterra americano nel 1804. Anche i cannoni girevoli avevano usi non-bellici. Erano usati per scopi di segnalazione e per sparare salve, e trovarono impiego anche nella caccia alle balene, dove i cannoni girevoli montati sulla murata venivano usati per sparare con gli arpioni, e nel fowling, dove i cannoni girevoli montati su barili venivano usati per sparare a stormi di uccelli acquatici (v.si "cannone punt").
Le pistole girevoli furono ampiamente utilizzate dai regni e dagli imperi dell'Asia, in particolare dall'Impero ottomano, dall'Impero cinese, dai regni di Corea e dai regni di Nusantara. Gli Ottomani usarono i prangi dalla metà del XV secolo in poi nelle battaglie campali, a bordo delle loro navi e nei loro forti, dove i prangi spesso costituivano la maggior parte degli ordigni. Queste armi si sarebbero diffuse verso est nell'Oceano Indiano, raggiungendo infine il Sud-Est Asiatico negli anni 1460.
I cinesi conoscevano i cannoni girevoli almeno dal 1507, quando furono portati nel Fujian da un uomo di nome Wei Sheng e usati per sedare uno scontro con i pirati nel 1507. La ribellione a Huang Kuan fu distrutta da più di 100 folangji. La Corea seguì l'esempio dal 1560 e durante le Invasioni giapponesi della Corea (1592-1598) le forze navali coreane usarono cannoni girevoli e cannoni più grandi con grande efficacia nell'interdire le forze d'invasione giapponesi.